# Саммервілл (Орегон)
Саммервілл (англ. Summerville) — місто (англ. city) в США, в окрузі Юніон штату Орегон. Населення — 119 осіб (2020).

## Географія
Саммервілл розташований за координатами 45°29′23″ пн. ш. 118°0′14″ зх. д. / 45.48972° пн. ш. 118.00389° зх. д. (45.489701, -118.004026).  За даними Бюро перепису населення США в 2010 році місто мало площу 0,68 км², уся площа — суходіл.

## Демографія
Згідно з переписом 2010 року, у місті мешкало 135 осіб у 45 домогосподарствах у складі 38 родин. Густота населення становила 198 осіб/км².  Було 50 помешкань (73/км²).
Расовий склад населення:
| - 97,0 % — білих |

До двох чи більше рас належало 2,2 %. Частка іспаномовних становила 2,2 % від усіх жителів.
За віковим діапазоном населення розподілялося таким чином: 37,0 % — особи молодші 18 років, 49,7 % — особи у віці 18—64 років, 13,3 % — особи у віці 65 років та старші. Медіана віку мешканця становила 32,4 року. На 100 осіб жіночої статі у місті припадало 114,3 чоловіків;  на 100 жінок у віці від 18 років та старших — 88,9 чоловіків також старших 18 років.
Середній дохід на одне домашнє господарство  становив 45 997 доларів США (медіана — 38 750), а середній дохід на одну сім'ю — 55 357 доларів (медіана — 55 625). Медіана доходів становила 52 500 доларів для чоловіків та 36 250 доларів для жінок. 
Цивільне працевлаштоване населення становило 27 осіб. Основні галузі зайнятості: освіта, охорона здоров'я та соціальна допомога — 29,6 %, транспорт — 22,2 %, роздрібна торгівля — 14,8 %, будівництво — 11,1 %.